# Croze
Croze település Franciaországban, Creuse megyében. Lakosainak száma 187 fő (2022. január 1.). Croze Clairavaux, Gioux, Poussanges és Saint-Quentin-la-Chabanne községekkel határos.

## Népesség
A település népességének változása:
| Lakosok száma | 245  | 211  | 202  | 190  | 212  | 209  | 196  | 191  | 190  | 187  |
|               | 1968 | 1982 | 1990 | 2006 | 2013 | 2015 | 2017 | 2019 | 2020 | 2022 |